# Bradysiopsis vittigera
Bradysiopsis vittigera är en tvåvingeart som först beskrevs av Zetterstedt 1851.  Bradysiopsis vittigera ingår i släktet Bradysiopsis och familjen sorgmyggor.
Artens utbredningsområde är Norge. Inga underarter finns listade i Catalogue of Life.